# Closer (canción de Nine Inch Nails)
«Closer» es una canción escrita por Trent Reznor y lanzado en 1994 en el álbum de Nine Inch Nails, The Downward Spiral. A mediados de 1994 la canción fue lanzada como segundo sencillo del álbum. La mayoría de las versiones del sencillo se titulan "Closer to God". Este sencillo es el lanzamiento oficial noveno. A pesar del contenido sexual que figura en la letra de la canción, "Closer" se convirtió en el mayor éxito de Nine Inch Nails hasta este momento, estableció el estatus de Reznor como superestrella del rock industrial, y sigue siendo sin duda su canción más conocida. Las versiones demasiado editadas de la canción e igualmente su explícito y polémico vídeo musical (dirigido por Mark Romanek) recibieron apoyo sustancial en la radio y en MTV.

## Canción
"Closer" cuenta con una pista de batería muy modificada de la canción de Iggy Pop, "Nightclubbing" de su álbum The Idiot.
Las ediciones de radio de "Closer" fueron creadas con la pista de voz de cada obscenidad eliminada.En 2003, VH1 la clasificó la canción en el puesto número 93 en su cuenta regresiva de los "100 mejores canciones de los últimos 25 años". La canción se ubicó en el puesto número 2 en AOL's "69 Sexiest Songs of All Time", sobre todo debido a la franqueza explícita de su coro. A pesar de eso, la apasionada letra de la canción, en términos líricos, trata sobre el odio a uno mismo y la obsesión. 

## Video musical
El vídeo musical fue dirigido por Mark Romanek y se emitió por primera vez el 12 de mayo de 1994, habiendo sido filmado en abril de ese mismo año. Se cortó su longitud original a 4:36. El vídeo fue muy popular y ha ayudado a impulsar el éxito de la banda. El vídeo muestra los eventos de lo que parece ser algo del estilo del siglo XIX de un laboratorio de un científico loco que se ocupa de la religión, sexualidad, la crueldad hacia los animales, la política y el terror. Fue algo controvertido debido a sus imágenes, que incluía una mujer desnuda con un crucifijo de máscara, un mono crucificado a una cruz, un diágrama de la cabeza de un cerdo que daba vueltas en un tipo de máquina, una vulva, y Reznor que llevaba una máscara de sadomasoquista mientras se columpiaba en unas cadenas. También hay escenas de Reznor, con pantalones de cuero, flota y gira en el aire, suspendido por cables invisibles, varias veces, Reznor con unos lentes de aviador salga por una máquina de viento. 
Estas imágenes parecen estar inspiradas en el arte de Joel-Peter Witkin. El vídeo es también muy fuertemente inspirado en la película de los hermanos Quay: "Calle de los Cocodrilos". Para la versión en MTV, ciertas escenas fueron sustituidas por una tarjeta con una leyenda que decía "Scene Missing", y las veces en las que se decía la palabra "Fuck" fueron editadas y reemplazadas por una parada en el movimiento de vídeo, lo que hace que parezca como si la parada en el vídeo fue el resultado de la película defectuosa (esto fue hecho para asegurarse que el flujo de la canción no se viera afectada). El vídeo tiene, un estilo de vieja película, esto debido a que Reznor compró un cartucho antiguo de película virgen de la primera parte del siglo XX para grabar. 
También es uno de los dos videos dirigidos por Romanek que el Museo de Arte Moderno ha añadido a su colección permanente. El otro es el vídeo de Madonna, Bedtime Story.
En el año 1994 fue nominado a 2 MTV Video Music Awards a Mejor Vídeo Revelación, perdiendo contra R.E.M por Everybody Hurts y a Mejor Dirección Artística perdiendo contra Nirvana por Heart-Shaped Box.
En 2006, "Closer" fue votado como el número uno en VH1 Classic encuesta titulada "20 Greatest Videos musicales de todos los tiempos."

## Sencillo
La versión del sencillo de "Closer" es 13 segundos más larga que la versión del álbum.
El sencillo lanzado en EE. UU. contiene varios remixes de "Closer", un remix de la canción "Heresy", una pista instrumental llamada "March of the fuckheads" (No tiene relación con March of the pigs) y una versión de la canción "Memorabilia" de Soft Cell. La versión lanzada en Reino Unido contiene todas las pistas ya mencionadas divididas en 2 discos.

### Versión de EE.UU. (Closer To God)
1. «Closer to God» (Remixado por Trent Reznor, Sean Beavan y Brian Pollack) – 5:05
2. «Closer (Precursor)» (Remixado por Coil y Danny Hyde) – 7:16
3. «Closer (Deviation)» (Remixado por Jack Dangers y Craig Silvey) – 6:15
4. «Heresy (Blind)» (Remixado por Dave Ogilvie, Anthony Valcic Y Joe Bisara) – 5:32
5. «Memorabilia» – 7:21
6. «Closer (Internal)» (Remixado por Bill Kennedy, Scott Humphrey, John "Geetus" Aguto, Paul Decarli y Eric Claudiex) – 4:15
7. «March of the Fuckheads» (Remixado por Adrian Sherwood) – 4:43
8. «Closer (Further Away)» (Remixado por Kennedy, Humphrey, Aguto, Decarli, Claudiex) – 5:45
9. «Closer» – 6:26

### Versión de Reino Unido

#### CD 1 (Further Away)
1. «Closer» – 6:26
2. «Closer (Deviation)» – 6:15
3. «Closer (Further Away)» – 5:45
4. «Closer (Precursor)» – 7:16
5. «Closer (Internal)» – 4:15

#### CD 2 (Closer To God)
1. «Closer to God» – 5:05
2. «Heresy (Blind)» – 5:32
3. «Memorabilia» – 7:21
4. «March of the Fuckheads» – 4:43

## Posicionamiento en listas
| Listas (1994–95)                               | Mejor posición |
| ---------------------------------------------- | -------------- |
| Australia (ARIA)                               | 3              |
| Dinamarca (Tracklisten)                        | 12             |
| Canadá (RPM Top Singles)                       | 5              |
| Estados Unidos (Billboard Hot 100)             | 41             |
| Estados Unidos (Modern Rock Tracks)            | 11             |
| Estados Unidos (Mainstream Rock Tracks)        | 35             |
| Estados Unidos (Dance Music/Club Play Singles) | 29             |
| Reino Unido (UK Singles Chart)                 | 25             |